# 15.ª etapa da Volta a França de 2018
A 15ª etapa da Volta a França de 2018 teve lugar a 22 de julho de 2018 entre Millau e Carcasona sobre um percurso de 181 km.

## Classificação da etapa
| \| Classificação por etapas \| Classificação por etapas \| Classificação por etapas \| Classificação por etapas \| Classificação por etapas \| \| Ciclista \| Ciclista \| Equipe \| Tempo \| \| \| ------------------------ \| ------------------------ \| ------------------------ \| ------------------------ \| ------------------------ \| \| 1. \| Magnus Cort \| Astana \| 4h25m52s \| \| \| 2. \| Ion Izagirre \| Bahrain-Merida \| + 0s \| \| \| 3. \| Bauke Mollema \| Trek-Segafredo \| + 2s \| \| \| 4. \| Michael Valgren \| Astana \| + 29s \| \| \| 5. \| Toms Skujiņš \| Trek-Segafredo \| + 34s \| \| \| 6. \| Domenico Pozzovivo \| Bahrain-Merida \| + 34s \| \| \| 7. \| Lilian Calmejane \| Direct Énergie \| + 34s \| \| \| 8. \| Rafał Majka \| Bora-Hansgrohe \| + 37s \| \| \| 9. \| Nikias Arndt \| Team Sunweb \| + 2m31s \| \| \| 10. \| Julien Bernard \| Trek-Segafredo \| + 2m31s \| \| |                    |                |          |
| |                    |                |          |
| Fonte: ProCyclingStats |                    |                |          |
| Classificação por etapas |                    |                |          |
| Ciclista | Ciclista           | Equipe         | Tempo    |
| 1. | Magnus Cort        | Astana         | 4h25m52s |
| 2. | Ion Izagirre       | Bahrain-Merida | + 0s     |
| 3. | Bauke Mollema      | Trek-Segafredo | + 2s     |
| 4. | Michael Valgren    | Astana         | + 29s    |
| 5. | Toms Skujiņš       | Trek-Segafredo | + 34s    |
| 6. | Domenico Pozzovivo | Bahrain-Merida | + 34s    |
| 7. | Lilian Calmejane   | Direct Énergie | + 34s    |
| 8. | Rafał Majka        | Bora-Hansgrohe | + 37s    |
| 9. | Nikias Arndt       | Team Sunweb    | + 2m31s  |
| 10. | Julien Bernard     | Trek-Segafredo | + 2m31s  |

## Classificações ao final da etapa

### Classificação geral
| \| Classificação geral \| Classificação geral \| Classificação geral \| Classificação geral \| Classificação geral \| \| Ciclista \| Ciclista \| Equipe \| Tempo \| \| \| ------------------- \| ------------------- \| ------------------- \| ------------------- \| ------------------- \| \| 1. \| Geraint Thomas \| Team Sky \| 62h49m47s \| \| \| 2. \| Chris Froome \| Team Sky \| + 1m39s \| \| \| 3. \| Tom Dumoulin \| Team Sunweb \| + 1m50s \| \| \| 4. \| Primož Roglič \| LottoNL-Jumbo \| + 2m38s \| \| \| 5. \| Romain Bardet \| AG2R La Mondiale \| + 3m21s \| \| \| 6. \| Mikel Landa \| Movistar Team \| + 3m42s \| \| \| 7. \| Steven Kruijswijk \| LottoNL-Jumbo \| + 3m57s \| \| \| 8. \| Nairo Quintana \| Movistar Team \| + 4m23s \| \| \| 9. \| Jakob Fuglsang \| Astana \| + 6m14s \| \| \| 10. \| Daniel Martin \| UAE Team Emirates \| + 6m54s \| \| |                   |                   |           |
| |                   |                   |           |
| Fonte: ProCyclingStats |                   |                   |           |
| Classificação geral |                   |                   |           |
| Ciclista | Ciclista          | Equipe            | Tempo     |
| 1. | Geraint Thomas    | Team Sky          | 62h49m47s |
| 2. | Chris Froome      | Team Sky          | + 1m39s   |
| 3. | Tom Dumoulin      | Team Sunweb       | + 1m50s   |
| 4. | Primož Roglič     | LottoNL-Jumbo     | + 2m38s   |
| 5. | Romain Bardet     | AG2R La Mondiale  | + 3m21s   |
| 6. | Mikel Landa       | Movistar Team     | + 3m42s   |
| 7. | Steven Kruijswijk | LottoNL-Jumbo     | + 3m57s   |
| 8. | Nairo Quintana    | Movistar Team     | + 4m23s   |
| 9. | Jakob Fuglsang    | Astana            | + 6m14s   |
| 10. | Daniel Martin     | UAE Team Emirates | + 6m54s   |

### Classificação por pontos
| Classificação por pontos | Classificação por pontos | Classificação por pontos | Classificação por pontos | Classificação por pontos |
| Ciclista                 | Ciclista                 | Equipe                   | Pontos                   |                          |
| ------------------------ | ------------------------ | ------------------------ | ------------------------ | ------------------------ |
| 1.                       | Peter Sagan              | Bora-Hansgrohe           | 452 pts                  |                          |
| 2.                       | Alexander Kristoff       | UAE Team Emirates        | 170 pts                  |                          |
| 3.                       | Arnaud Démare            | Groupama-FDJ             | 133 pts                  |                          |
| 4.                       | John Degenkolb           | Trek-Segafredo           | 128 pts                  |                          |
| 5.                       | Greg Van Avermaet        | BMC Racing Team          | 115 pts                  |                          |
| 6.                       | Andrea Pasqualon         | Wanty-Groupe Gobert      | 100 pts                  |                          |
| 7.                       | Julian Alaphilippe       | Quick-Step Floors        | 89 pts                   |                          |
| 8.                       | Philippe Gilbert         | Quick-Step Floors        | 84 pts                   |                          |
| 9.                       | Sonny Colbrelli          | Bahrain-Merida           | 76 pts                   |                          |
| 10.                      | Thomas De Gendt          | Lotto-Soudal             | 71 pts                   |                          |

### Classificação da montanha
| Classificação da montanha | Classificação da montanha | Classificação da montanha | Classificação da montanha | Classificação da montanha |
| Ciclista                  | Ciclista                  | Equipe                    | Pontos                    |                           |
| ------------------------- | ------------------------- | ------------------------- | ------------------------- | ------------------------- |
| 1.                        | Julian Alaphilippe        | Quick-Step Floors         | 92 pts                    |                           |
| 2.                        | Warren Barguil            | Fortuneo-Samsic           | 70 pts                    |                           |
| 3.                        | Serge Pauwels             | Dimension Data            | 66 pts                    |                           |
| 4.                        | Geraint Thomas            | Team Sky                  | 30 pts                    |                           |
| 5.                        | Rafał Majka               | Bora-Hansgrohe            | 28 pts                    |                           |
| 6.                        | David Gaudu               | Groupama-FDJ              | 25 pts                    |                           |
| 7.                        | Pierre Rolland            | EF Education First-Drapac | 23 pts                    |                           |
| 8.                        | Tom Dumoulin              | Team Sunweb               | 23 pts                    |                           |
| 9.                        | Rudy Molard               | Groupama-FDJ              | 22 pts                    |                           |
| 10.                       | Steven Kruijswijk         | LottoNL-Jumbo             | 20 pts                    |                           |

### Classificação da jovens
| Classificação dos jovens | Classificação dos jovens | Classificação dos jovens  | Classificação dos jovens | Classificação dos jovens |
| Ciclista                 | Ciclista                 | Equipe                    | Tempo                    |                          |
| ------------------------ | ------------------------ | ------------------------- | ------------------------ | ------------------------ |
| 1.                       | Pierre Latour            | AG2R La Mondiale          | 63h07m15s                |                          |
| 2.                       | Guillaume Martin         | Wanty-Groupe Gobert       | + 2m27s                  |                          |
| 3.                       | Egan Bernal              | Team Sky                  | + 6m16s                  |                          |
| 4.                       | Daniel Felipe Martínez   | EF Education First-Drapac | + 26m45s                 |                          |
| 5.                       | David Gaudu              | Groupama-FDJ              | + 39m23s                 |                          |
| 6.                       | Stefan Küng              | BMC Racing Team           | + 43m21s                 |                          |
| 7.                       | Søren Kragh Andersen     | Team Sunweb               | + 52m33s                 |                          |
| 8.                       | Antwan Tolhoek           | LottoNL-Jumbo             | + 1h02m44s               |                          |
| 9.                       | Magnus Cort              | Astana                    | + 1h03m19s               |                          |
| 10.                      | Marc Soler               | Movistar Team             | + 1h23m32s               |                          |

### Classificação por equipas
| Classificação por equipes | Classificação por equipes | Classificação por equipes | Classificação por equipes |
| Equipe                    | Equipe                    | Tempo                     |                           |
| ------------------------- | ------------------------- | ------------------------- | ------------------------- |
| 1.                        | Movistar Team             | 175h13m05s                |                           |
| 2.                        | Bahrain-Merida            | + 10m16s                  |                           |
| 3.                        | Sky                       | + 19m40s                  |                           |
| 4.                        | Astana                    | + 29m18s                  |                           |
| 5.                        | Lotto NL-Jumbo            | + 50m54s                  |                           |
| 6.                        | Team Sunweb               | + 1h05m36s                |                           |
| 7.                        | BMC Racing Team           | + 1h06m02s                |                           |
| 8.                        | Mitchelton-Scott          | + 1h06m37s                |                           |
| 9.                        | AG2R La Mondiale          | + 1h21m09s                |                           |
| 10.                       | Quick-Step Floors         | + 1h23m23s                |                           |